# Wonder Woman (Trey Songz)
Wonder Woman è il primo singolo di Trey Songz estratto dal secondo album Trey Day. Il testo della canzone è stato scritto dallo stesso artista assieme a Danja, la quale ha anche prodotto il pezzo.
Wonder Woman è uscito negli USA il 13 febbraio del 2007, dove ha raggiunto la posizione n.54 della Billboard Hot 100.
Il video musicale è stato prodotto da Little X e include un'apparizione del rapper e attore canadese Aubrey Graham. È stato realizzato un remix del singolo con il membro donna dei Dipset Jha-Jha.

## Posizioni in classifica
| Classifica              | Posizione massima |
| ----------------------- | ----------------- |
| Billboard Hot 100 (USA) | 54                |